# Carios madagascariensis
Carios madagascariensis är en fästingart som beskrevs av Harry Hoogstraal 1962. Carios madagascariensis ingår i släktet Carios och familjen mjuka fästingar.
Artens utbredningsområde är Madagaskar. Inga underarter finns listade.